# Aemilia rubiplaga
Aemilia rubiplaga är en fjärilsart som beskrevs av Walker 1853. Aemilia rubiplaga ingår i släktet Aemilia och familjen björnspinnare. Inga underarter finns listade i Catalogue of Life.